# Johann Ernst Hanxleden
Johann Ernst Hanxleden (também conhecido como Arnos Paathiri) foi um jesuíta católico germanico, missionário na Índia, e poeta e pesquisador em sânscrito.
Nasceu em Ostercappeln, perto de Osnabrück, na Alemanha, em 1681.

## Literatura
- C. K. Mattam: Arnos Paathiri.
- D. Ferroli: The Jesuits in Malabar, Bangalore, 1939.
- Mathew Ulakamthara: Arnos Pathiri, Kerala history association, Cochin, 1982.
- Mathew Ulakamthara, Arnos Pathiri, Kerala History Association, Cochin, 1982.
- P. J. Thomas: Malayalasaahithyavum Kristhyaanikalum, D. C. Books, Kottayam, 1989.
- M. Mundadan, An Unknown Oriental Scholar: Ernest Hanxleden, Indian Church History Review 23 (1989) 39-63.
- J. J. Pallath, Ed.: Arnos Padiri: the first Malayalam poet scholar orientalist, Arnos Padiri publications, Calicut, 1994.
- J. J. Pallath, ed., Arnos Padiri: The First Malayalam Poet Scholar Orientalist, Arnos Padiri Publications, Calicut, 1994.
- Joseph J. Palackal, Puthen Pana: A musical study, Master's thesis, Hunter college of the City university of New York, 1995, Christian Musicological Society of India.